# Голубев, Владимир Степанович
Владимир Степанович Голубев (28 августа 1891 года — 6 октября 1914 года, Рудник) — русский монархист, председатель общества «Двуглавый орёл». Сын церковного историка С. Т. Голубева, брат архиепископа Ермогена (Голубева).

## Биография
Родился 28 августа 1891 года. Отцом его был историк церкви С. Т. Голубев. По окончании Первой киевской гимназии, где он учился в одном классе с М. А. Булгаковым, Голубев в августе 1910 года поступил на юридический факультет Киевского университета. Там он вместе со студентами П. Вихровым, М. Деконским, Н. Мандровским, Н. Михайловым, Н. Петровым, Л. Кильчевским, Н. Шибаевым, Н. Чоколовым, а также студентами Киевского политехнического института Императора Александра II П. Свиргуновым и И. Сикорским вошел в число учредителей Киевского отдела Всероссийского национального студенческого союза. Также он был членом Союза русского народа.
Помимо того, Голубев вошёл в состав организованного в 1907 году Патриотического общества молодёжи «Двуглавый орёл». Во время председательства там священника Ф. Н. Синькевича он стал секретарём общества. В этот период общество стало одной из самых активных монархических организаций Киева.
Также Голубев являлся издателем газеты «Киев», организовывал монархические и националистические акции. Так, 14 мая 1912 года в ответ на антирусскую выходку поляков во Львове был организован митинг у памятника князю Владимиру, на котором Голубев выступил с речью, после которого группа правых студентов проследовала до памятника императору Александру II на Царской площади, а оттуда далее по Крещатику. Дойдя до здания городской думы, они попытались провести митинг, однако он был разогнан полицией. Во время шествия по Крещатику часть студентов с криками «долой поляков» ворвалась во двор здания, где находилась редакция польской газеты, и забросала редакцию камнями и бутылками с чернилами. После манифестанты направились к редакции либеральной газеты «Киевская мысль» и побили там стёкла, причём оттуда по ним был открыт огонь.
Деятельность общества «Двуглавый орёл» вызывала большой резонанс в прессе. Так, в мае 1912 года сотрудник газеты «Последние новости» И. М. Пугач посетил редакцию газеты «Двуглавый орёл». Беседа сотрудников «Двуглавого орла» с Пугачём перетекла в потасовку, в ходе которой он был сильно избит, что дало прессе повод писать о беззакониях, творимых «Двуглавым орлом». В июне 1912 года Голубев, возмущённый карикатурой, размещённой в газете «Южная копейка», отправился в редакцию газеты для беседы с главным редактором, что привело к тому, что «Голубев встал и вдруг, не говоря ни слова, развернулся и с такой силой ударил г. Ларского по лицу, что тот в первое время от неожиданности не мог опомниться, и только когда Голубев направился к выходу, крикнул, чтобы позвали полицию и задержали Голубева». Череда громких происшествий побудила заняться «Двуглавым орлом» самого губернатора Киева, А. Ф. Гирса. Сперва отойти от работы в обществе вынудили Ф. Н. Синькевича, который 9 июня 1912 года сложил с себя обязанности председателя, передав их Голубеву. Однако вскоре и Голубев отошёл от активной деятельности, бросил учёбу в университете и записавшись в вольноопределяющиеся.
Через год, будучи унтер-офицером из вольноопределяющихся 5-го гренадерского Киевского полка, он восстановился в университет, однако окончить учёбу не успел, так как ещё через год началась Первая мировая война и Голубев ушёл на фронт добровольцем. На войне он проявил себя как сильный лидер, командуя 1-й ротой 130-го пехотного Херсонского полка вместо заболевшего ротного командира, о чём впоследствии вспоминал командир полка В. Гаврилов. 19 августа 1914 года он был ранен в голову под Львовом и был отправлен в Киев на лечение, однако уже 8 сентября выехал на фронт. Высочайшим приказом от 19 мая 1915 года прапорщик Голубев был удостоен ордена Святого Георгия 4-й степени
За то, что, вызвавшись 5 окт. 1914 г. охотником на разведку левого берега р. Сана, вечером с 8-ю нижними чинами переправился по наведенному мосту через р. Сан и направился вдоль левого берега м. Рудник, с целью пробраться в тыл противнику. Обнаружив около 12 часов ночи наступление противника на Рудник с северо-востока, окопался со своими нижними чинами со стороны правого фланга наступавшего противника, дал несколько залпов с криком "ура" во фланг противнику и затем продолжал обстреливать его частым огнём, заставил его стремительно отступить на свои же пулеметы, открывшие по ним непрерывный огонь, чем и приостановил атаку противника.
6 октября 1914 года был смертельно ранен в сражении при местечке Рудник близ Кржемова Белгорайского уезда Холмской губернии, и похоронен в деревне Липины-Дольни. Впоследствии его прах был перезахоронен во Флоровском монастыре в Киеве.

## Дело Бейлиса
Голубев играл активную роль в так называемом «деле Бейлиса» — расследовании убийства подростка Андрея Ющинского, произошедшего 12 марта 1911 года. Голубев и другие черносотенцы обвиняли евреев в ритуальном убийстве Ющинского.
17 апреля Голубев и другие члены СРН провели панихиду на могиле Ющинского и установили крест; на этот же день они назначили еврейский погром, но после обсуждения вопроса с полицмейстером перенесли его на осень — судя по всему, ввиду предстоящего приезда в Киев царя Николая II. В тот же день Владимир Голубев обратился к киевскому губернатору с требованием немедленно выселить из Киева до 3000 евреев по указаниям «патриотических» организаций, а получив отказ, явился к первому викарию митрополита киевского епископу Павлу с текстом «челобитной» на высочайшее имя, в которой СРН «всеподданнейше ходатайствовал о выселении из Киева всех евреев, ибо они занимаются исключительно безнравственно-преступными деяниями, не останавливаясь даже перед пролитием крови христианской для своих религиозных надобностей, что и доказывается совершением ими ритуального убийства Андрея Ющинского». Епископ вычеркнул последнюю фразу, заявив, что ритуальный характер убийства не доказан, и в мягкой форме посоветовал оставить идею с петицией
По протекции приезжавшего из Петербурга в Киев вице-директора 1-го уголовного департамента министерства юстиции Александра Лядова Голубев познакомился с прокурором Георгием Чаплинским и с этого момента он оказывал давление на полицейских и следственных чиновников, заставляя их расследовать именно ритуальную версию убийства. Именно Голубев назвал подозреваемым по делу Менделя Бейлиса и настаивал на его виновности. По выражению прокурора Брандорфа, «первым изобрёл виновность Бейлиса» Голубев. Он обследовал местность и выяснил, что усадьба Бернеров, где было найдено тело, примыкает к еврейскому заводу, приказчиком на котором является Бейлис. Голубев сначала устно заявил Чаплинскому, а потом, на двух допросах 5 и 6 мая, формально показал следователю Фененко под протокол, что вблизи пещеры расположена «усадьба некоего жида Зайцева», в которой проживает «его управляющий, какой-то еврейчик Мендель… Лично моё мнение, что убийство, скорей всего, совершено или здесь, или в еврейской больнице. Доказательств, конечно, этому я представить не могу». По итогам был составлен рапорт Чаплинского министру юстиции Щегловитову: «в бытность в Киеве вице-директора департамента министерства юстиции Лядова к нему явился упомянутый в предыдущем донесении студент Голубев и заявил, что имеет в своём распоряжении существенный материал… Голубев имеет твёрдую уверенность, что Ющинский был убит евреями с ритуальной целью, высказал мнение, что это преступление, скорее всего, было совершено в усадьбе Зайцева, где проживает еврей Мендель…» Рапорт, в свою очередь, был 18 мая доложен царю.
20 апреля 1912 года Голубев выступил с речью на собрании, посвящённом памяти мученика младенца Гавриила Белостокского и всех «от жидов умученных», в котором раскритиковал полицию за бездеятельность в раскрытии убийства Ющинского. Кроме того он публиковал в газете «Двуглавый орёл» статьи, посвящённые убийству и ходу дела, содержащие обвинения властей в потворстве евреям: «Жиды, конечно, делали все от них зависящее, чтобы затереть это вопиющее дело. В наличности имеется и подкуп полицейских властей, „загадочная“ смерть многих свидетелей и не менее загадочный пожар завода жида Зайцева, где произошло ритуальное убийство… В данном деле Ющинского ритуальность убийства установлена данными предварительного расследования, как то: судебно-медицинским вскрытием трупа замученного мальчика, … экспертизой всемирно известного психиатра проф. И. А. Сикорского». Впоследствии Голубев выступал официальным свидетелем на процессе, а 28 апреля 1912 года обращался к министру внутренних дел А. А. Макарову с ходатайством о «рассмотрении и прекращении административного полицейского произвола, направленного в угоду жидам».
По итогам процесса Бейлис был оправдан судом присяжных.

## Публикации
- Отрок-мученик. (Замученный жидами ученик Киево-Софийского училища Андрей Ющинский). Киев, 1911.
- Трехсотлетие великого воспоминания (300-летие избрания на царство Михаила Федоровича Романова). М., 1913.